# Coronae Montes
Coronae Montes és una serralada del planeta Mart, situada entorn de les coordenades 34.3º S 86.1º E, al quadrangle Hellas. Té uns 236 km de diàmetre.
Va ser identificat per primera vegada a partir del contrast de lluentor/foscor dels senyals d'albedo fotografiades per Eugène Antoniadi i va rebre el seu nom segons la nomenclatura planetària estàndard per als accidents geogràfics de Mart.